# Захарова Ірина Яківна
Захарова Ірина Яківна (нар. 1 квітня 1926, Харків — пом. 5 лютого 2012, Київ) — український науковець, біохімік, доктор біологічних наук (1975), професор (1983), Заслужений діяч наук Української РСР (1982).

## Походження та навчання
Ірина Захарова народилась 1926 року у Харкові. Але потім родина переїхала до Чернігова. У 16 років під час німецько-радянської війни дівчина втратила батьків, залишившись сиротою. Через хронічне недоїдання навіть потрапила до лікарні.
У 1947 році вона вступила на біологічний факультет Київський державний університет імені Т. Г. Шевченка, який закінчила з відзнакою у 1952 році. Паралельно працювала секретаркою деканату біологічного факультету. У 1953 році вона вступила до аспірантури.

## Трудова діяльність
У 1956 році почала працювала у відділі біохімії мікроорганізмів Інституту мікробіології і вірусології Академії наук Української РСР у Києві.
У 1975 році Ірина Захарова була призначена завідувачкою відділу біохімії мікроорганізмів. На цій посаді вчена пропрацювала 22 роки. А у 1997 році обійняла посаду провідного наукового співробітника цього ж Інституту. У 2000 році вийшла на пенсію.

## Нагороди та відзнаки
- Заслужений діяч наук УРСР (1982);
- Державна премія України у галузі науки і техніки (2009);
- Премія імені Д. Заболотного Академії наук Української РСР (1988).

## Наукова діяльність
З 1962 року  Ірина Захарова працювала старшим науковим співробітником. А в 1975 році захистила докторську дисертацію і стала працювати завідувачкою відділу.
Керувала розпочатими раніше у відділі дослідження мікробних глікополімерів: їх структура, біологічна роль як антигенів, участь в процесах взаємодії мікроорганізму з клітиною-господаря.
Під її керівництвом виконані і захищені 15 кандидатських дисертацій, а також три докторські дисертації.
Наукові інтереси
- біохімія мікроорганізмів, структурно-функціональні особливості вуглеводвмісних біополімерів мікробіологічної клітини.

Вчена обґрунтувала роль глікокон'югатів у молекулярній організації структурних компонентів бактеріальних мембран.
Наукові праці
Ірина Захарова — є авторкою понад 200 наукових праць, включаючи 5 монографій. Пріоритетність практичних розробок підтверджена 11 авторськими свідоцтвами.
- Эндотоксины — О-антигены кишечной палочки. К., 1980;
- Методы изучения микробных полисахаридов. К., 1982 (співавт.);
- Углеводсодержащие биополимеры мембран бактерий. К., 1983 (співавт.);
- Литические ферменты микроорганизмов. К., 1985 (співавт.);
- Ферменты, трансформирующие галактозу. К., 1988 (співавт.);
- Characterization of lipopolysaccharides from Pseudomonas syringae (serogroup II) // МКЖ. 1995. Т. 57, № 5 (співавт.).

## Громадська діяльність
член
- Наукової ради з проблеми «Фізіологія і біохімія мікроорганізмів»,
- спеціалізованої ради із захисту докторських дисертацій при Інституті мікробіології і вірусології НАН України,
- редколегії і редакційної ради, а також науковий редактор «Мікробіологічного журналу».